# Nečekaná radost

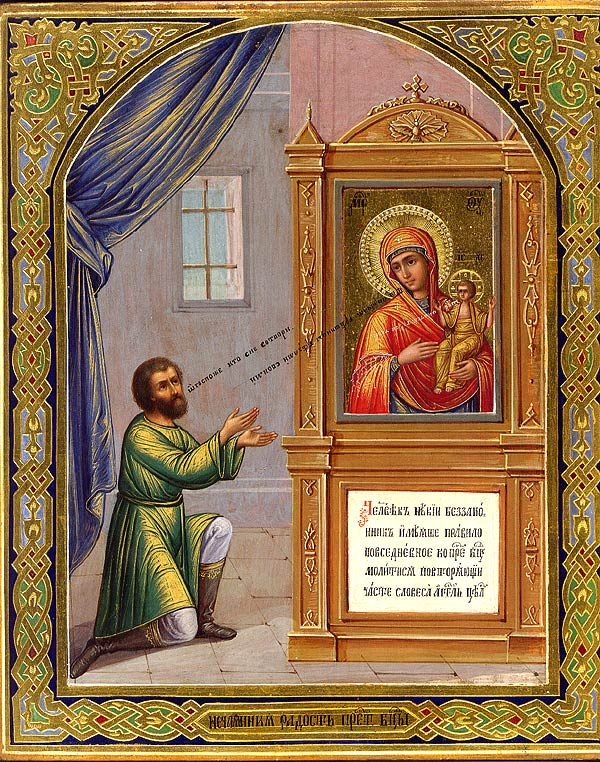
Ikona Nečekaná radost

Nečekaná radost (rusky Икона Божией Матери Нечаянная Радость, Ikona Bohorodice Matky Nečekané radosti) je v Pravoslaví titul daný Bohorodičce. Ikonografie je specificky ruská, bez byzantského precedentu.
Tato ikona Matky Boží je široce uctívána v Ruské pravoslavné církvi. Církevní svátek se koná (podle juliánského kalendáře): 1. května a 9. prosince.

## Historie
Ikonografie obrazu vznikla na základě příběhu o zázračném vidění hříšníka, který popsal svatý Dimitrij Rostovskij v eseji Irigované rouno (1683). Příběh zaznamenaný světcem vypráví, že jistý člověk se každý den modlil před ikonou Matky Boží a poté vykonal zločin, který předem naplánoval. Jednoho dne však během modlitby viděl pohybující se obraz na ikoně a živou Matku Boží se svým malým Synem. Díval se, jak se rány ukřižovaného Ježíše Krista otevřely zobrazenému malému Ježíši na pažích a nohách a v boku. Krev z nich tekla proudy podobně jako na kříži. Muž se ve strachu zeptal Panny Marie na rány, které se objevily a dostal odpověď, že on a další hříšníci znovu a znovu křižují Ježíše Krista a ji takovými skutky zarmucují. Hříšník se začal naléhavě modlit k Matce Boží, aby se nad ním smilovala a modlila se za to u svého Synu. Matka Boží souhlasila, ale Kristus třikrát odmítl její modlitbu za odpuštění hříšníkovi.
Potom Syn řekl: Zákon přikazuje Synovi ctít Matku, ale pravda chce, aby byl vykonavatelem zákona sám Zákonodárce. Já jsem tvůj Syn, ty jsi moje matka a musím tě ctít tím, že naslouchám tvým modlitbám. Nechť se stane, jak si přeješ: nyní jsou jeho hříchy pro tebe odpuštěny. Na znamení odpuštění ať políbí Mé rány.
Poté, co hříšník políbil rány Božského dítěte, vize zmizela. Poté svůj život napravil. Odpuštění hříchů se pro něj stalo nečekanou radostí a dalo jméno ikoně Matky Boží, která vznikla na základě tohoto příběhu.

## Ikonografie
Kompozice ikony přesně opakuje příběh sv. Dimitrije z Rostova. V levém rohu je umístěn modlící se hříšník, který klečí před obrazem Odigitrie. Na Kristu jsou vyobrazeny roztrhané šaty a rány. Z úst hříšníka může vycházet stuha (či prostý nápis) se slovy jeho modlitby k Matce Boží.